# Salvatore Distaso
Salvatore Distaso (Bari, 16 maggio 1937 – Bari, 19 marzo 2008) è stato uno statistico e politico italiano, presidente della Regione Puglia dal 1995 al 2000.

## Biografia
Fu docente ordinario di demografia del corso di laurea in scienze statistiche presso la facoltà di Economia dell'Università degli Studi di Bari, con all’attivo numerose pubblicazioni. Schierato politicamente su posizioni centriste, fino al 1995 non si occupò attivamente di politica (al contrario del fratello Walter, che, esponente della Democrazia Cristiana pugliese, fu Presidente del Consiglio Regionale della Puglia dal 21 giugno al 27 ottobre 1985). In tale anno fu candidato come indipendente dalla coalizione di centrodestra (Forza Italia, AN, CCD e alleati minori) alla carica di Presidente della giunta regionale e venne eletto con il 49,8% dei voti, superando di 4 punti percentuali il candidato del centrosinistra Luigi Ferrara Mirenzi e diventando il primo capo del governo regionale pugliese eletto direttamente dalla cittadinanza, a seguito della riforma elettorale che aveva introdotto tale prassi.

### Presidenza della regione Puglia
Durante il mandato si impegnò soprattutto per la riduzione del debito pubblico e la gestione dei fenomeni migratori che causavano numerosi sbarchi di migranti stranieri sulle coste pugliesi. L'11 maggio 2000, cinque giorni prima del termine del mandato di Distaso, la regione Puglia ottenne dal Presidente della Repubblica Carlo Azeglio Ciampi la Medaglia d’oro al valor civile “per prova di civismo e valore morale nel generoso aiuto e soccorso prestato ai più deboli”, venendo indicata come “splendido esempio di grande solidarietà sociale e nobile spirito di sacrificio”.
Fu molto apprezzato dalla propria maggioranza (rivelatasi tuttavia molto litigiosa), ma anche dall'opposizione per il carattere tranquillo e la grande apertura al dissenso ed al confronto; al termine del mandato, nel 2000, non venne ricandidato dalla coalizione, che preferì optare per la candidatura, poi rivelatasi vincente, del trentunenne Raffaele Fitto (il quale, con la vittoria, diventò il più giovane presidente regionale italiano di sempre, e nel 2005 si ricandidò e venne sconfitto dal rivale di centrosinistra Nichi Vendola), già vicepresidente della giunta Distaso dal 1995 al 1997 e futuro ministro nei governi guidati da Silvio Berlusconi e Giorgia Meloni.
Tornato alla professione accademica, Distaso ricoprì in seguito anche l'incarico di presidente della Banca Popolare di Bari. Morì improvvisamente il 19 marzo 2008, due mesi prima di compiere 70 anni.